# Радостная поездка
«Радостная поездка» (англ. Joyride) — американский фильм Куинтона Пиплза.

## Сюжет
Скучающий клерк мотеля Джей Ти (Тоби Магуайр) и несколько его приятелей решили покататься на машине женщины, остановившейся в мотеле. Они даже не подозревали, что эта женщина известна как миссис Смит (Кристина Зильбер), чья последняя жертва находится в багажнике угнанного ими автомобиля. Так и начинается погружение молодого клерка в тёмный мир лжи и убийств.

## В ролях
- Тоби Магуайр — Джей Ти
- Эми Хэтэуэй — Таня
- Уилсон Крус — Джеймс
- Кристина Зильбер — миссис Смит
- Бенисио Дель Торо — детектив Лопез
- Джеймс Карен — клиент
- Адам Уэст — Гарольд
- Стивен Гилборн — Артур